# Nimfa spațiului
Nimfa spațiului (1975) (titlu original La nymphe de l'espace) este un roman al scriitorului francez Pierre Barbet.  A fost tradus în limba română de Diana Grad  și a fost publicat în 2001 la Editura Antet (Colecția Ultra SF).  

## Intriga
O navă spațială se prăbușește pe o planetă otrăvită. O fetiță singuratică, suspină într-o junglă ostilă ... O entitate demonică este ascunsă într-un tunel stelar în căutarea navelor care trec prin apropiere. În această lume îngrijorătoare, puterile superioare ale Liossei trebuie să salveze membrii echipajului navei prăbușite.

## Vezi și
- 1975 în literatură